# Annemie Turtelboom
Annemie Turtelboom (ur. 22 listopada 1967 w Ninove) – belgijska i flamandzka polityk, minister na szczeblu federalnym i regionalnym, audytor w Europejskim Trybunale Obrachunkowym.

## Życiorys
Studiowała ekonomię w Brukseli i następnie na Katholieke Universiteit Leuven. Do 2003 pracowała jako specjalista ds. szkoleń marketingowych w szkole katolickiej w Leuven. W 1994 zasiadła w radzie miejskiej w Puurs.
Działalność polityczną zaczynała jako przewodnicząca organizacji studenckiej flamandzkich chrześcijańskich demokratów. W 2001 opuściła to ugrupowanie wraz z Johanem Van Hecke i Karelem Pinxtenem, współtworząc małą partię chadecką, która wkrótce przyłączyła się do Flamandzkich Liberałów i Demokratów (VLD).
W latach 2003–2007 Annemie Turtelboom sprawowała mandat posłanki do Izby Reprezentantów. W marcu 2008 Yves Leterme powołał ją w skład swojego pierwszego gabinetu na urząd ministra ds. imigracji i polityki azylowej. Funkcję tę pełniła do grudnia tego samego roku. W lipcu 2009 zastąpiła Guida De Padta na stanowisku ministra spraw wewnętrznych w rządzie Hermana Van Rompuya, funkcję tę utrzymała także w drugim rządzie Yves'a Leterme. W przedterminowych wyborach w 2010 ponownie wybrana do Izby Reprezentantów, mandat utrzymała również w 2014.
W grudniu 2011 została ministrem sprawiedliwości w rządzie, na czele którego stanął Elio Di Rupo. Zrezygnowała w lipcu 2014, obejmując urząd wicepremiera oraz ministra finansów, budżetu i energii w regionalnym rządzie flamandzkim. Funkcje te pełniła do kwietnia 2016.
W 2018 objęła obowiązki członkini Europejskiego Trybunału Obrachunkowego.